# Alrosa Mirnyj Air Enterprise
CJSC "Air Company ALROSA" (in russo: ЗАО «Авиакомпания АЛРОСА», ZAO «Aviakompanija ALROSA»; jacuto: Алроса авиахампанньа, Alrosa aviaxampannya), precedentemente Alrosa Mirny Air Enterprise (Alrosa Air Company Limited), è una compagnia aerea con sede a Mirnyj, in Russia. Le sue basi sono all'aeroporto di Mirny e all'aeroporto di Polyarny. La compagnia aerea opera voli nazionali di linea e charter.

## Storia
La compagnia aerea russa “Alrosa Mirnyj Air Enterprise” è stata creata nel 1994 dalla compagnia aerea Almazy Rossii Sacha (in italiano: Diamanti della Russia Sacha) (l'erede dell'Aeroflot-Mirnyj).
Nel 2010, gli aerei dell'Alrosa Mirnyj Air Enterprise hanno trasportato 12.400 t di merce. La compagnia ha occupato il 14º posto tra le compagnie aeree cargo russe.
Il 11 febbraio 2013, la compagnia aerea Alrosa, creata il 1º gennaio 2013 sulla base dell'Alrosa Mirnyj Air Enterprise, ha effettuato il primo volo di linea Mosca-Vnukovo - Mirnyj con un Boeing 737-700 preso in leasing operativo dalla russa Jakutavia. La compagnia aerea Alrosa ha sostituito tutti i suoi Tupolev Tu-154M con gli aerei della statunitense Boeing.
Tra il 2013 e il 2019 Alrosa ha gradualmente radiato, oltre ai Tu-154M, tutti gli aerei e gli elicotteri di fabbricazione russo/sovietica e si è dotata per intero di Boeing 737.

## Flotta

### Flotta attuale
A dicembre 2022 la flotta di Alrosa Avia è così composta:

### Flotta Storica

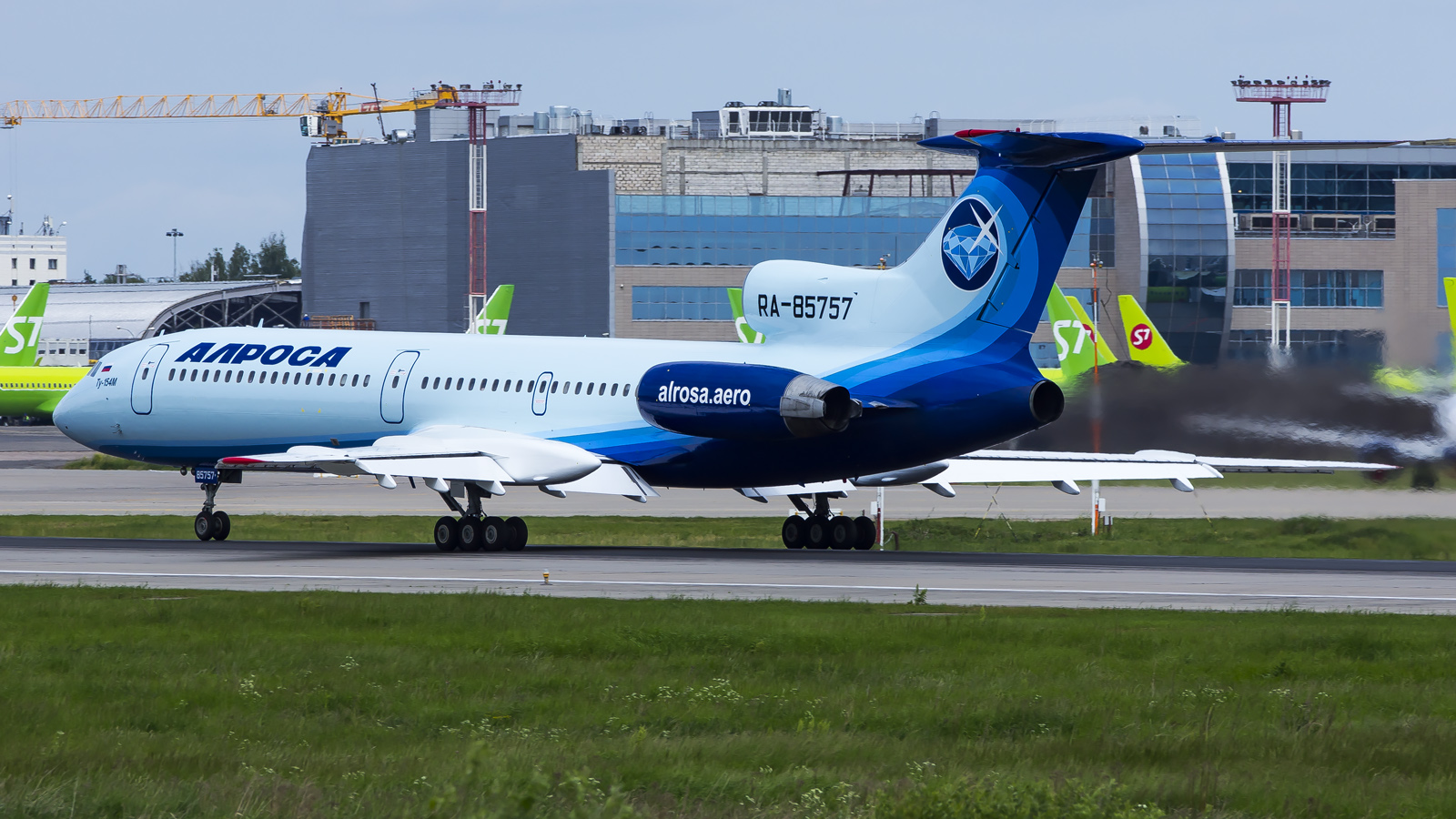
Il Tupolev Tu-154M con matricola RA-85757 è stato l'ultimo aereo di fabbricazione russo/sovietica utilizzato dalla compagnia.

- Antonov An-2
- Antonov An-24
- Antonov An-26
- Antonov An-38
- Ilyushin Il-76TD
- Mil Mi-8T
- Mil Mi-26
- Mil Mi-171
- Tupolev Tu-134
- Tupolev Tu-154M[6]

## Incidenti
- Il 7 settembre 2010 alle ore 05:00 (ora UTC) un Tupolev Tu-154M della Alrosa Mirnyj Air Enterprise partito dall'aeroporto di Udačnyj-Poljarnyj (Sacha-Jacuzia) per l'aeroporto di Mosca-Domodedovo ha effettuato un atterraggio d'emergenza all'aeroporto di Ižma vicino alla cittadina omonima della Repubblica dei Komi a 150 km dall'Aeroporto di Pečora. L'incidente è stato causato, come stabilito dall'analisi delle scatole nere del Tu-154M, dallo spegnimento totale del sistema elettrico dell'aereo in volo in seguito al guasto delle batterie di bordo. L'atterraggio d'emergenza del velivolo è stato effettuato completamente manualmente a vista in meno di 30 minuti (il tempo massimo disponibile per il volo con il cherosene in serbatoio dopo un guasto dello funzionamento delle pompe) presso l'aeroporto più vicino con una pista abbandonata di 1 300 metri usata solo come eliporto. La velocità dell'aereo al momento dell'atterraggio era di 400 km/h (rispetto a 255 km/h standard) in seguito al blocco dei deflettori dell'ala per via del guasto elettrico. In seguito all'atterraggio dell'aereo con 73 passeggeri e 9 membri d'equipaggio a bordo nessuno ha riportato ferite e l'aereo, fuoriuscito dalla pista troppo corta, è stato fermato dagli alberi a 200 m di distanza. In seguito all'incidente il Presidente della Federazione Russa Dmitrij Anatol'evič Medvedev ha insignito di un'alta onorificenza della Russia di cavaliere dell'Ordine del Coraggio: 5 assistenti di volo (Vyrodov Vasilij, Dmitriev Nikolaj, Dmitrieva Elena, Nizamov Rifkat, Razumova Elena), l'ingegnere di bordo (Karimov Rafik), il navigatore (Talalaev Sergej). Inoltre, i due piloti del Tupolev Tu-154M Lamanov Andrej Aleksandrovič (in russo: Ламанов Андрей Александрович) e Novoselov Evgenij Gennad'evič (in russo: Новоселов Евгений Геннадьевич) sono stati insigniti di un'alta onorificenza della Russia dell'Eroe della Federazione Russa.[7]